# Xerox Star
Pour les articles homonymes, voir Star.
Parmi les premiers ordinateurs personnels commercialisés, le Xerox Star innovait en proposant une interface graphique et d'autres concepts révolutionnaires à l'époque.
Il n'était d'ailleurs pas présenté comme « ordinateur », mais comme machine de bureau avancée, graphique à la différence des Wang qui étaient la référence du moment. Pour cette raison, l'accent n'était pas mis sur ses possibilités de programmation, mais sur sa métaphore du bureau (documents, dossiers, corbeille…) et sur son fonctionnement en réseau local dans une première version d'Ethernet.
Il fut l'héritier des inventions ayant été réalisées au Xerox PARC avec le Xerox Alto, que sont le concept d'interface graphique (crée sur le système nommé DoRADO), et la souris.